# Ada Princigalli
Ada Princigalli (Canosa di Puglia, 8 giugno 1925 – Roma, 3 novembre 2017) è stata una giornalista italiana.

## Biografia
Laureata in Storia e filosofia all'Università di Bari, fu corrispondente dell'agenzia ANSA a Londra, Parigi, New York e Pechino, dove lavorò tra il 1971 e il 1979. È la sorella della partigiana e pedagoga Anna Maria Princigalli e di Giacomo Princigalli, che fu dirigente dei giovani socialisti, poi del PSIUP e in seguito del PCI.  
Ada Princigalli fu la prima donna giornalista nel mondo ad essere accreditata nella Repubblica popolare Cinese, incarico che fu salutato con entusiasmo dall'allora primo ministro cinese Zhou Enlai. Dopo aver aperto la sede ANSA a Pechino, dove si trasferì con il figlio piccolo, Ada Princigalli trascorse otto anni in Cina, unica giornalista italiana, avendo modo di vivere da vicino e documentare i profondi cambiamenti storici, politici e culturali che vi avvenivano in quegli anni: il tramonto della Rivoluzione culturale, la morte di Zhou Enlai e di Mao Zedong, le vicende di Deng Xiaoping e la condanna della «Banda dei Quattro».
Ada Princigalli ebbe un ruolo importante nel delicato processo di avvicinamento tra l'Italia e la Cina dopo la Rivoluzione culturale, mentre i due paesi riprendevano i rapporti diplomatici. I suoi report permisero inoltre di avere notizie sulla vita dei cattolici in Cina e sui rapporti tra i vescovi locali ed il Vaticano.
Ada Princigalli fu tra le pochissime persone che poterono intervistare privatamente il presidente Richard Nixon durante la storica visita in Cina del 1972. In seguito ebbe modo di lavorare con George H. W. Bush, che in diverse occasioni espresse la sua stima per la giornalista.
Dopo gli anni trascorsi in Cina, collaborò brevemente con il quotidiano la Repubblica e fu successivamente capo della redazione esteri dell'Ansa e poi a lungo, fino al 1991, capo della sede dell'Ansa di Parigi. 
Nel 2004 a Roma dirige con il giovane collega Igor Wolfango Schiaroli la rivista Rome Central Magazine, il primo magazine tascabile in lingua inglese rivolto al mondo degli expat e della diplomazia.
È deceduta nel 2017 all'età di 92 anni.